# Hadrout (région)
Hadrout (en arménien : Հադրութ) est une ancienne région du Haut-Karabagh, dont le chef-lieu était la ville d'Hadrout. En 2010, la population était estimée à 12 400 habitants.
Pour l'Azerbaïdjan, son territoire relèvait de ceux des raions de Khojavend, Jabrayil et Fizuli.

## Géographie
La région s'étendait sur 1 876,2 km2 au sud-est du Haut-Karabagh jusqu'à l'Araxe qui marque la frontière avec l'Iran.
Outre la capitale Hadrout, la seule communauté urbaine de la région, la région regroupait 29 communautés rurales :
- Aknaghbyur
- Arakel
- Arevashat
- Aygestan
- Azokh
- Banadzor
- Djrakus
- Drakhtik
- Hakaku
- Hakhlu
- Hin Taghlar
- Karmrakuch
- Khandzadzor
- Khtsaberd
- Kyuratagh
- Mariamadzor
- Mets Taghlar
- Mokhrenes
- Norashen
- Pletants
- Taghaser
- Taghut
- Togh
- Toumi
- Tsakuri
- Tsamdzor
- Ukhtadzor
- Vardashat

## Histoire
Pendant le conflit du Haut-Karabagh de 2020, la région est le théâtre de violents combats et l'armée azerbaïdjanaise s'empare de la ville d'Hadrout le 14 ou le 15 octobre. Après la campagne de la vallée de l'Araxe et la bataille de Chouchi, toute la région passe sous le contrôle de l'Azerbaïdjan le 9 novembre. Un contingent russe de maintien de la paix est placé le long de la ligne de front. L'accord de cessez-le-feu signé le lendemain entérine le contrôle de la région par l'Azerbaïdjan.